# Ciałka przyległe
Ciałka przyległe – (łac. Corpora allata), gruczoły dokrewne w tylnej części mózgu owadów, u larw wydzielają hormon juwenilny (HJ), regulujący ich wzrost oraz przebieg przeobrażenia w poczwarkę, u owadów dorosłych ciałka przyległe uwalniają różne hormony kontrolujące czynności gruczołów rozrodczych oraz wydzielanie niektórych feromonów.